# Малая Жидоховка
Малая Жидоховка — река (ручей) в Тверской области России, протекает по территории Зубцовского и Старицкого районов. Другое название — Жидохов ручей. Исток — у деревни Пыльниково. Впадает (справа) в реку Жидоховку у деревни Ладозино. Длина — 23 км, водосборная площадь — 69,6 км².
Система водного объекта: Жидоховка → Шоша → Иваньковское водохранилище → Волга → Каспийское море.

## Данные водного реестра
По данным государственного водного реестра России относится к Верхневолжскому бассейновому округу, водохозяйственный участок реки — Волга от города Тверь до Иваньковского гидроузла (Иваньковское водохранилище), речной подбассейн реки — бассейны притоков (Верхней) Волги до Рыбинского водохранилища. Речной бассейн реки — (Верхняя) Волга до Куйбышевского водохранилища (без бассейна Оки).
Код объекта в государственном водном реестре — 08010100712210000002500.